# Ћирилица (ТВ емисија)
Ћирилица је ток-шоу телевизијска емисија која се емитује од 1. јула 2008. године на ТВ Кошава, касније Хепи ТВ. Аутор и водитељ емисије је Миломир Марић.